# Gare de Petit-Croix
Gare de Petit-Croix vasútállomás Franciaországban, Petit-Croix településen.

## Vasútvonalak
Az állomást az alábbi vasútvonalak érintik:
- Párizs–Mulhouse-vasútvonal

## Kapcsolódó állomások
A vasútállomáshoz az alábbi állomások vannak a legközelebb:
- Gare de Chèvremont
- Gare de Montreux-Vieux
- Gare de Belfort